# Merkava
Para las connotaciones religiosas/místicas del término, véase Merkaba.
El Merkava (en hebreo מרכבהⓘ, "Carro") es un carro de combate principal utilizado por las Fuerzas de Defensa de Israel. Desde principios de la década de 1980 se han puesto en uso cuatro versiones distintas. "Merkava" era el nombre por el que se conocía el proyecto desarrollado por el ejército de Israel, siendo finalmente la denominación con la que quedó el carro.

## Desarrollo

### Antecedentes
La idea de construir y fabricar un carro de combate israelí se remonta a la guerra del Sinaí en 1956, en la que el carro de combate resultó ser el arma decisiva. En esa época, el arma acorazada israelí incluía carros de la época de la II Guerra Mundial, como el Sherman norteamericano, carros ligeros como el francés AMX-13 y cualquier otro material ya desfasado y que aún podía encontrarse en los grandes excedentes militares después de que la Segunda Guerra Mundial terminara en Europa. En esta guerra los carros Sherman israelíes tuvieron que enfrentarse con los T-34/85 egipcios de origen soviético, así como con los Iósiv Stalin II de la misma procedencia y blindados como ningún otro en ese campo de batalla. Israel consiguió la victoria, pero fue gracias a una mejor táctica y al buen empleo de sus Fuerzas Acorazadas, y a la alta motivación de sus militares.
Después de esta guerra, Egipto comenzó a sustituir y a aumentar su material de guerra, en especial los carros de combate, que aunque no habían sido destruidos ya eran obsoletos, por carros T-55, de procedencia soviética pero fabricados en la antigua Checoslovaquia, por lo que Israel se veía en la necesidad de conseguir carros pesados más modernos y veloces que pudiesen igualar y a ser posible superar a los nuevos carros egipcios, ya que la valentía y el empleo táctico no pueden sustituir totalmente una diferencia técnica de esa magnitud.

### Proyecto Chieftain
En 1965 Israel inició la investigación y el desarrollo para un tanque, denominado Sabra. Gran Bretaña se acercó a Israel y solicitó su participación en el desarrollo de su nuevo tanque Chieftain. El ejército israelí ya había expresado su interés en este tanque, ya que consideraban que era el diseño occidental más cercano a sus necesidades. En 1966 se firmó un acuerdo con Gran Bretaña para participar en el desarrollo del tanque Chieftain. Dos prototipos llegaron para pruebas en 1967 e Israel se olvidó del programa Sabra. Sin embargo tras la guerra de 1967 la relación con Gran Bretaña se resintió y el acuerdo se rompió finalmente en 1969. En 1970, el gobierno le encargó la supervisión y el desarrollo de un tanque de concepción totalmente israelí al general Tal.

### Guerra Yom Kippur
En la guerra murieron más de 2.500 soldados israelíes, muchos de ellos tripulantes de carros. Además de la pérdida humana suponía la pérdida de la experiencia para instruir a las nuevas generaciones. Económicamente la destrucción de numerosos carros de combate supuso un golpe.
Los israelíes realizaron un profundo análisis acerca de que había ido mal.
Las lecciones de la guerra de 1973 obligaron a rediseñar el nuevo tanque. Se priorizó el tener como objetivo principal la protección y supervivencia de la tripulación, luego debía tener la potencia de fuego suficiente para terminar con los tanques árabes y debería ser lo bastante amplio para llevar cómodamente a cuatro tripulantes y sus suministros durante largos periodos de combate. En la realización del blindaje fue muy importante el apoyo surafricano para lograr obtener el acero de alta resistencia necesario.

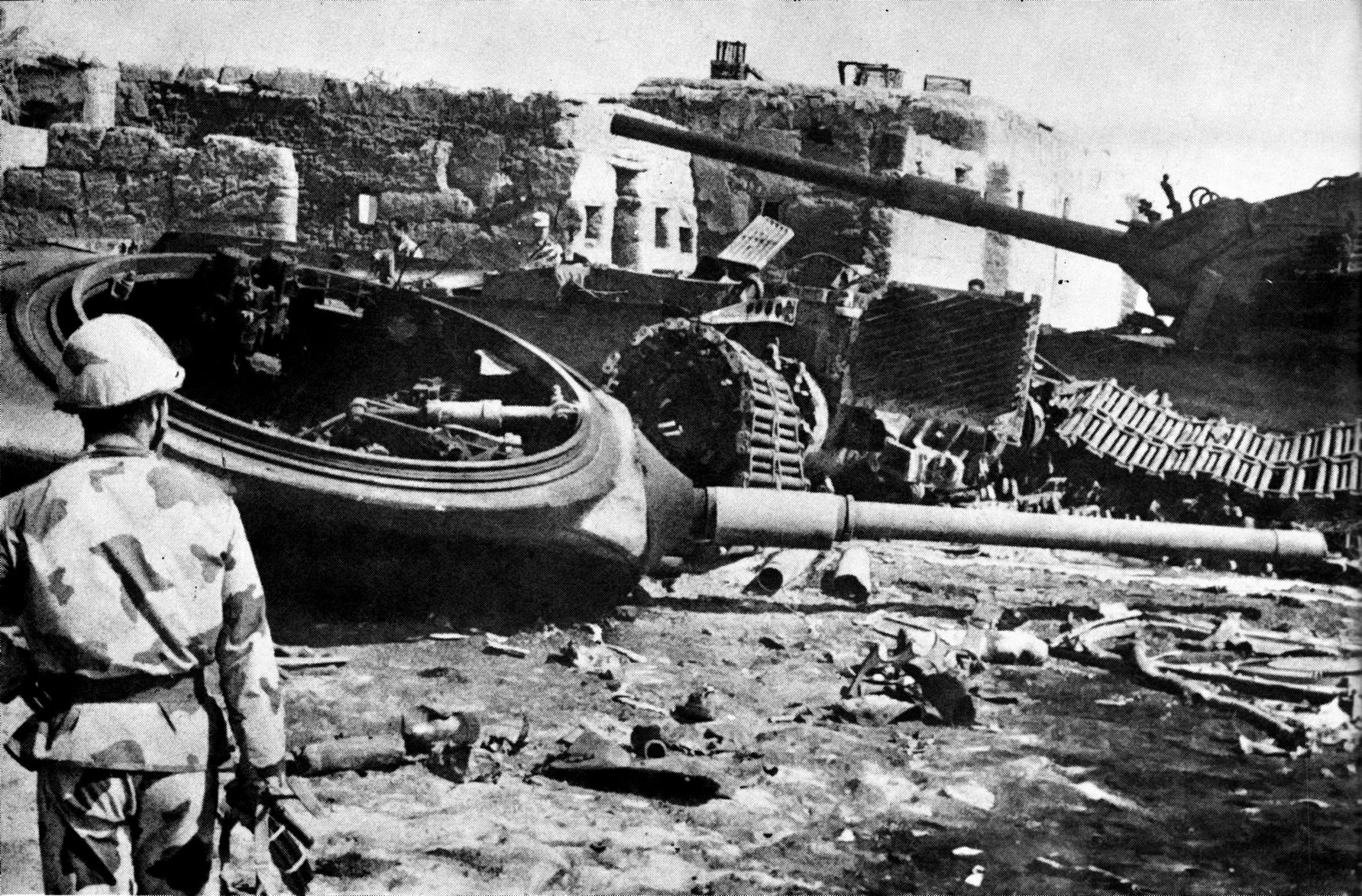
Un soldado egipcio contempla tanques israelíes destruidos cerca de Ismailia.

Las duras lecciones aprendidas durante la guerra de Yom Kipur supusieron muchos cambios doctrinales en el Ejército Israelí, así como pasar a ser muy urgente la renovación de la flota de tanques. Ante el embargo internacional de armas que sufría Israel era vital contar con un tanque de producción nacional, en número suficiente y que se pudiera enfrentar en condiciones de igualdad contra los numerosas flotas de los cada vez más modernos tanques árabes. La actualización de viejos tanques, retirados por las potencias y trasferidos a los israelíes y el empleo de tanques capturados ya no eran una opción factible para Israel. La amarga lección aprendida a manos de los misiles antitanque también se tendría en cuenta en el diseño del nuevo tanque.
Varias de las experiencias de la guerra se trasladarían al diseño del Merkava. Durante el ataque inicial unos 100  tanques Centurión de la 7.ª brigada se enfrentaron al ataque frontal de alrededor de 500 T-55 y T-62 sirios, destruyendo alrededor de la mitad. Para el 9 de octubre la brigada sólo contaba con 6 carros operativos. También los israelíes decidieron emplear a los  Centurion en el norte por el tipo de suelo de lava al que sus suspensión de muelles se adaptaba mejor y destinaron los  M48 y  M60 al sur pues su suspensión de barras de torsión se adaptaba mejor al desierto. La sorpresa que supuso el misil  AT-3, originario de la Unión Soviética, para los israelíes también se plasmó en el diseño.

### Las aportaciones de Tal
En agosto de 1970 se aprobó el programa nacional de armamento. Entre la modernización de tanques, opción más económica y construir un tanque nacional, 906.000 liras israelíes por cada unidad, se optó por la última opción. Para liderar el proyecto se eligió al general de división Yisrael "Talik" Tal.
Los trabajos comenzaron en 1971, con casi 100 millones de dólares de presupuesto. El objetivo era producir un tanque con todos los adelantos técnicos, garantizar así a la vez que un embargo de armas extranjero no pudiese debilitar a las fuerzas acorazadas y que el tanque se ajustara perfectamente a las especificaciones y necesidades concretas de Israel.
Tal eligió los mejores ingenieros y oficiales de tanques de Israel para el proyecto. El nuevo tanque tenía que ser revolucionario pero austero, económico de operar aunque potente, hecho totalmente con materiales y tecnologías nacionales pero capaz de enfrentarse a los tanques más modernos. Algunos creían que el proyecto estaba fuera de las capacidades de la industria israelí. Pero otros, Tal entre ellos, creían que impulsando el proyecto Merkava Israel tendría un ejército e industria independientes de las presiones internacionales.
En la guerra de 1973 Israel perdió gran cantidad de tanques y soldados. El general Tal confirmó entonces que Israel estaba trabajando en un tanque de combate nacional. En ese momento no se difundieron muchos detalles, pero se fijó la fecha de entrega para 1979. Los recursos económicos eran escasos y se podrían construir pocos tanques, de manera que el Merkava debía ser el mejor del mundo y suplir la cantidad con calidad.
El general Tal se enfureció al enterarse de que muchos tanquistas murieron en 1973 por defectos técnicos. Sin embargo se puso a aprender de los errores y usó las experiencias de 1973 para mejorar su diseño. Utilizó los registros de patología para determinar las causas de las bajas de tanquistas y se puso a pensar en soluciones para lograr que no volvieran a pasar de nuevo. Por medio de estos análisis exhaustivos Tal y su equipo comenzaron definir cómo sería el Merkava. Cada aspecto físico del diseño cumplía una función defensiva concreta, protegiendo a la tripulación. El diseño usaría el tanque de combustible, la munición e incluso las herramientas para reforzar el blindaje. Se trabajó en el concepto del blindaje espaciado, solución económica y ligera al problema de los proyectiles perforantes. Además se movió al conductor para que estuviera dentro, ayudando a su comodidad y eliminando la presión psicológica de estar separado y ser la primera víctima de una mina o un proyectil enemigo. Tal siempre insistió en que Israel no podía permitirse el lujo de que un impacto pudiera inutilizar al tanque. 
El general Tal sabía, por su experiencia de combate, que había que trabajar en simplificar el mantenimiento del tanque. En 1973 muchos tanques habían sufrido impactos menores que los dejaron fuera de combate durante un día completo, hasta que se pudieron cambiar sus motores u otras piezas. Tal fue inflexible en que el motor del nuevo tanque tenía que poder cambiarse en menos de una hora bajo el fuego enemigo. Tal incluso propuso el concepto del uso de un Merkava las 24 horas del día, para lo cual proponía contar con dos tripulaciones, una descansando y la otra en combate.
Tal también estudió los diseños de otras naciones: Leopard 2, AMX-30, Chieftain y el  XM-1. Incluso hay rumores de que espías israelíes le permitieron conocer el diseño del T-72. El general analizó estos diseños, pero creía que Israel necesitaba otra cosa. Todos los tanques soviéticos y occidentales estaban pensados para las grandes llanuras europeas y el Merkava pelearía en un desierto duro, con terreno pedregoso, irregularidades y miles de obstáculos. La filosofía de diseño fue incorporar buenas ideas de otros, por ejemplo, los pernos que sostienen el sistema de suspensión de la oruga en las ruedas traseras están copiados del Centurión. El sistema de tensión de la oruga es idéntico al del T-55 y se instala a través de un orificio en un plano de la parte posterior de la barcaza donde se acopla el eje del tensor. Se instalaron barras en la zona frontal, como en los T-55 y T-62, para poder acoplar cualquiera sistema antiminas en uso. De los rusos se tomaron también las ideas de como generar humo y misiles disparados por el cañón.
Cuando el diseño estuvo maduro se construyó una maqueta. Luego Tal seleccionó a varios fabricantes de armas para que construyeran los sistemas de control de tiro, las planchas de blindaje, la suspensión y los sistemas de visión.

### Entrada en servicio
Los prototipos fueron construidos a partir de 1974, entrando en servicio el Merkava Mk.I, en 1979.  Como consecuencia de las lecciones del Líbano en 1983 se puso en servicio una versión con blindaje y visores mejorados, denominada Merkava II. Existen tres submodelos que difieren en el tipo de blindaje. 
En 1989 apareció el Merkava III, equipado con un cañón de 120 mm, motor de mayor potencia así como con dirección de tiro y blindaje mejorados. La última versión, Merkava IV, fue equipada con nuevo motor y blindaje, siendo entregado a partir de 2004. En los modelos más recientes del Merkava IV se ha instalado un  sistema de defensa activo, mediante sensores situados en la torre se detecta la aproximación de misiles o granadas, activándose el lanzamientos de artefactos explosivos que destruyen dicha amenaza.

## Características
Su diseño estuvo centrado en optimizar el índice de supervivencia de la tripulación, así como en la reducción del tiempo de reparación de los daños que pueda recibir en combate. El diseño busca asegurar la máxima probabilidad de supervivencia de los tripulantes, ser muy sólido en defensa, ser ideal para el combate en inferioridad numérica, combatir con efectividad a los tanques soviéticos más modernos. Los tanques soviéticos más modernos de la época eran el T-62 y el  T-72M, a ellos el Merkava debía ser capaz de enfrentarse y derrotarlos.

### Protección y blindaje
En su construcción se utilizaron técnicas de blindaje espaciado y diseños modulares de sustitución rápida. El equipo de desarrollo consiguió incorporar un blindaje derivado del RHA (rolled homogeneous armor) y del Chobham. Además, el espacio entre el casco interno y el casco externo está ocupado por combustible diésel, consiguiendo así un sistema económico de almacenamiento y una mayor protección contra munición HEAT.
Otro elemento de la protección en el diseño es minimizar los daños y maximizar en caso de impacto. El tanque fue cuidadosamente diseñado, destacando que el compartimiento de la tripulación esta en la parte más baja y retrasada posible, los depósitos de combustible son auto sellantes y que la munición esta almacenada en la parte trasera dentro de contenedores ignífugos.
La torre está localizada en un punto de la parte posterior del tanque, algo poco frecuente y que suele ser más propio de la artillería autopropulsada. Esta peculiaridad da protección adicional a la tripulación contra ataques frontales, poniendo la mayor masa del motor entre ella y el frontal del vehículo. Por otro lado, esta disposición de la torre crea una porción de espacio en la parte trasera del carro, que en un principio fue utilizado como espacio de carga y más tarde incluso para el transporte de tropas y heridos. 
En la torre se usó un blindaje espaciado y de muy alta inclinación, pensado para favorecer el rebote de proyectiles perforantes y el fallo de la espoleta en munición de carga hueca.

### Estructura
El diseño de su estructura es modular, por lo que el mantenimiento y reparación es muy sencilla, al poder sustituirse con gran facilidad los distintos módulos. Se eliminaron todos aquellos materiales susceptibles de incendiarse por daños en combate. El almacenamiento de la mayor parte de la munición se realiza por debajo el anillo de torre y en la parte trasera.
La estrategia israelí dictaba que en caso de guerra los Merkava se dirigiesen hacia sus posiciones de combate, zanjas previamente preparadas, para desde ellas defenderse del ataque enemigo y provocarle las perdidas mayores que fueran posible. Para este combate defensivo se puso especial énfasis en el blindaje frontal de la torre, inclinado en forma de cuña. Además al ser la torre estrecha y alargada minimiza la superficie frontal expuesta al enemigo.
Esta nueva configuración permite que el espacio interno sea utilizado para atender emergencias médicas, para actuar como puesto de control avanzado o bien como transporte acorazado de tropas. El diseño del espacio interno busca además hacer el tanque lo más ergonómico posible, para facilitar el trabajo de los tripulantes. Las puertas de acceso a esta sección tienen un diseño de apertura vertical en forma de concha, algo que da protección adicional en las operaciones de carga y descarga de suministros y combatientes en zonas de primera línea. Esta característica demostró su utilidad en Líbano en 1982.

### Movilidad
La selección de la suspensión se debía al terreno, ya que el de los Altos del Golán es especialmente duro y los  Centurion operaban allí con un sistema de suspensión de muelles que el Merkava copió. La suspensión de muelles fue elegida también por ser la más fácil de cambiar en caso de haber sido dañada. El combate defensivo era más importante que la movilidad. El diseño priorizó la protección, el armamento y la movilidad, en ese orden.

### Armamento
El tanque fue equipado con el  cañón L7 de 105 mm, que había demostrado su eficacia destruyendo cientos de carros árabes en 1967 y 1973. Al ser el cañón estándar y fabricado localmente, se facilitaba además la logística y autosuficiencia.

## Sistemas
Sistemas del Merkava
| Sistema                                  | País           | Fabricante                      | Notas |
| ---------------------------------------- | -------------- | ------------------------------- | --- |
| Barcaza                                  | Israel         | Urdan Industries                | |
| Torreta                                  | Israel         | Urdan Industries                | |
| Cañón                                    | Israel         | IMI                             | |
| Mortero                                  | Israel         | Soltam                          | |
| Ametralladoras                           | Bélgica        | FN Herstal                      | dos montajes coaxiales de 7,62 mm (FN MAG) y 12,7 mm (M2 Browning )                                                                              |
| Transmisión                              | Alemania       | Renk AG                         | |
| Rodaje                                   | Estados Unidos | Caterpillar                     | |
| Rodillos antiminas                       | Rusia          | Russia Military Industries      | Fabricado bajo licencia por Urdan Industries |
| Suspensión                               | Israel         | Urdan Industries                | |
| Motor                                    | Estados Unidos | General Dynamics                | Fabricado bajo licencia de MTU Friedrichshafen. Algunas unidades montan modelos de la estadounidense L-3 Communication Combat Propulsion Systems |
| Sistema de energía auxiliar              | Israel         | Bental Industries               | |
| Sistema de encriptación y comunicaciones | Estados Unidos | Motorola                        | |
| Software de mando y control              | Israel         | Elbit Systems                   | |
| Control de tiro                          | Israel         | Elbit Systems                   | |
| Sistemas optrónicos                      | Israel         | ELTA Systems                    | |
| Sistemas de guerra electrónica           | Israel         | Elbit Systems                   | |
| Sistemas de climatización                | Israel         | Tadiran                         | |
| Sistemas de control remoto de armamento  | Israel         | Rafael Advanced Defense Systems | |
| Trophy                                   | Israel         | Rafael Advanced Defense Systems | |

## Merkava Mark I
La primera versión en servicio entregada a las FDI lo fue en 1979. Tanto esta versión como las posteriores tienen un alto nivel de protección (único) tanto por su estructura como por el blindaje del habitáculo, así como por la instalación de todos los sistemas del carro alrededor de la tripulación y la munición.

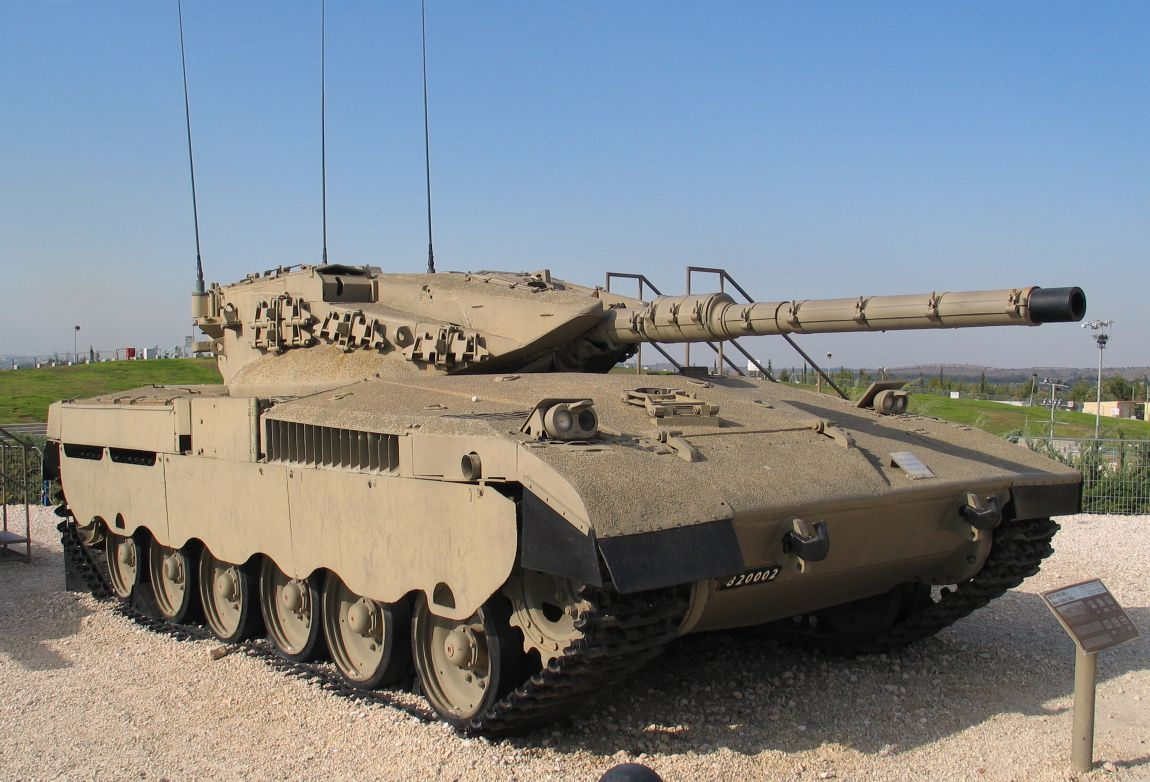
Merkava Mk.I en el museo Yad la-Shiryon.

El motor de 900 hp y el sistema de transmisión mecánica semiautomática están situados en la parte frontal del carro para proporcionar una mayor protección en la parte delantera. Otras características del diseño del carro que aumentan su capacidad de supervivencia son:
- Perfil bajo en posición de disparo.
- Eliminación de materiales inflamables en el compartimento de la tripulación.
- Almacenaje de la munición del cañón bajo el anillo de la torreta y en la parte trasera del carro.

Su arma principal era la copia local del cañón M68 de 105 mm, llevando 62 cartuchos de munición y asociado al sistema de control de tiro Matador MK-1 desarrollado por Israel. El Mk.I utilizaba los trenes de rodaje, orugas y rines del Centurión británico. Su diseño fue estructurado para repararlo en forma modular, para que fuese posible repararlo en batalla, aumentando su eficiencia y desempeño en combate. El sistema de control de la torreta es electrohidráulico para evitar líquidos inflamables. El almacenamiento de los proyectiles fue innovador: 6 almacenados bajo el anillo de la torre y para uso inmediato; otros 12 en contenedores dobles en la base del casco posterior; y por último otros 44 en contenedores cuádruples en la parte posterior. Llamó mucha atención su compuerta trasera, se especuló que podía tener ese compartimiento para la infantería. En realidad su función era simplemente facilitar la recarga de munición o suministros. La experiencia israelí en combate mostraba cuando se terminaba la munición los tanques estaban demasiado tiempo inactivos esperando la recarga. Además la recarga en el frente podía ser un trabajo lento y muy peligroso. Con la puerta trasera, amplia y con fácil acceso al interior, se podía cargar munición paletizada, ahorrando tiempo y esfuerzo.
La producción de la versión Mark I continuó hasta 1983, cuando las FDI empezaron a recibir el carro Merkava Mark II. El Mk.I empleaba el motor del  M60 (repotenciado eso si), las rodaduras del  Centurión, visores infrarrojos basados en los del tanque T-62, blindaje de acero espaciado y otros elementos que evidenciaban para los pocos que conocían los detalles que el Mk.I era un modelo de preserie, en fase desarrollo y mejoras pendientes, puesto en servicio para suplir las carencias detectadas en 1973 y ante la urgencia de contar con un tanque adecuado.

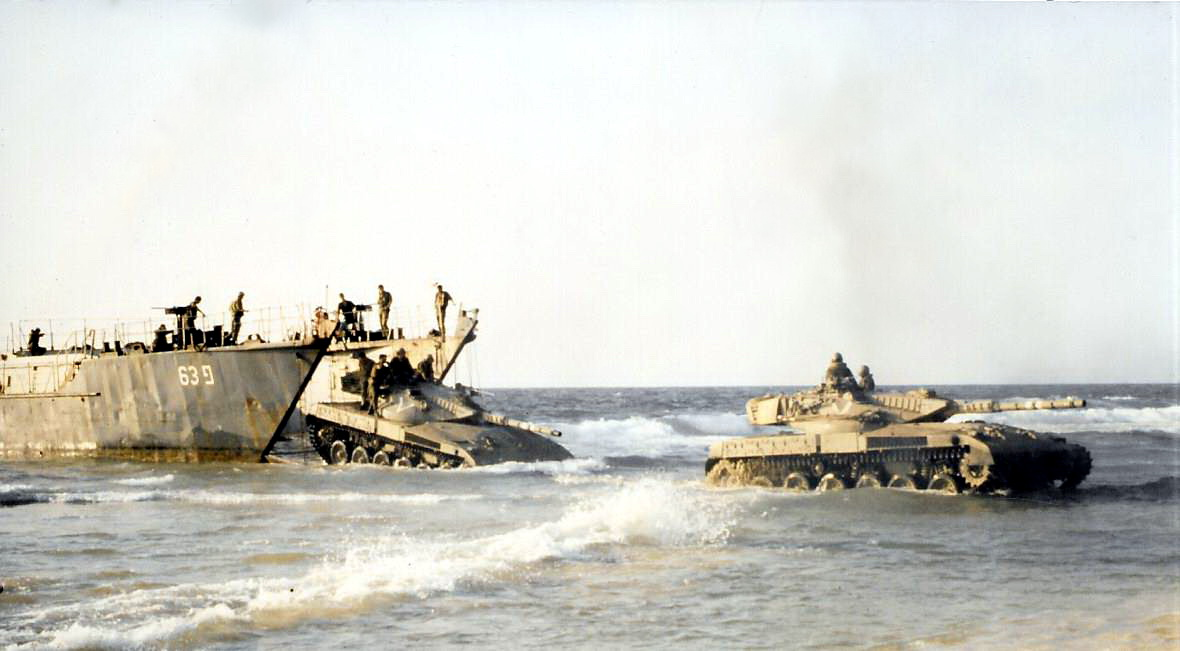
Merkava Mk.I desembarcan en el sur del Líbano en 1982.

### Los Merkava Mk.I en Líbano
El bautismo de fuego del Merkava se produjo en junio de 1982, cuando los tanques israelíes cruzaron la frontera del Líbano dando comienzo la operación ”Paz en Galilea”. Los Merkava Mk.I participaron en las batallas de Bekaa, Ein Zehalta y Ya`aqub enfrentándose a los tanques y helicópteros antitanque sirios. Los Merkava averiados en combate fueron reparados en pocas horas en el mismo frente. Ningún Mk.I fue destruido por los cañones de los tanques sirios y sufrieron numerosas emboscadas de las milicias palestinas armadas RPG-7,  Sagger y MILAN. Las tripulaciones de los Merkava se sentían seguras y debido a su blindaje el mando los puso al frente de las columnas de M60 Patton y Centurión. En total 7 carros Merkava fueron, según Israel, destruidos en Líbano: 6 por minas anticarro y uno armas antitanque de las guerrillas palestinas. En este caso el tanque quedó aislado y sufrió varios ataques simultáneos, recibiendo un disparo en la unión trasera de la torre con la barcaza. Líbano motivó modificaciones que resultaron en la versión Mk.II para afrontar los puntos débiles del Mk.I y poder operar con mayor seguridad en un entorno letal como es un ciudad. Durante la Guerra del Líbano de 1982, el gobierno israelí afirmó que sus unidades equipadas con Merkava habían destruido 9 tanques T-72M sirios. Para rebatir esta afirmación los soviéticos afirmaron haber disparado proyectiles israelíes M111 Hetz perforantes, capturados en Líbano, en sus instalaciones en Kubinka y que los resultados probaban que el cañón de 105 mm no era capaz de perforar las placas inclinadas en la parte frontal de la torre del T-72M. Sin embargo a estas pruebas solo accedían los soviéticos, que no reconocieron que el blindaje que protegía la torreta de los T-72M y el frontal de la barcaza sí era vulnerable, ni explicaron tampoco por qué tras su análisis de la munición israelí trabajaron en mejorar el blindaje de sus tanques.
Lo que se cree que pasó en realidad en Líbano es que los T-72 sirios destruidos fueron emboscados empleando  misiles TOW. Ningún T-72 sirio fue capturado y las declaraciones israelíes se cree buscaban fines propagandísticos. Se cree que los Merkava nunca llegaron a enfrentarse a los T-72. En todo caso el Merkava se desempeñó bien en combates con tanques T-62 sirios. Aparentemente el rendimiento del T-72 fue satisfactorio, ya que los sirios siguieron comprándolos en grandes cantidades.

### Variantes
- Nemmer
- Namer

## Merkava Mark II
Las lecciones aprendidas con la utilización de los carros Merkava Mark I en combate fueron aplicadas en el diseño de la segunda versión, el Mark II. En combate se hicieron evidentes algunas deficiencias serias, como la capacidad de combate nocturno: las tripulaciones podían usar luces infrarrojas de conducción, pero la adquisición de objetivos se efectuaba mediante lanzamiento de bengalas.

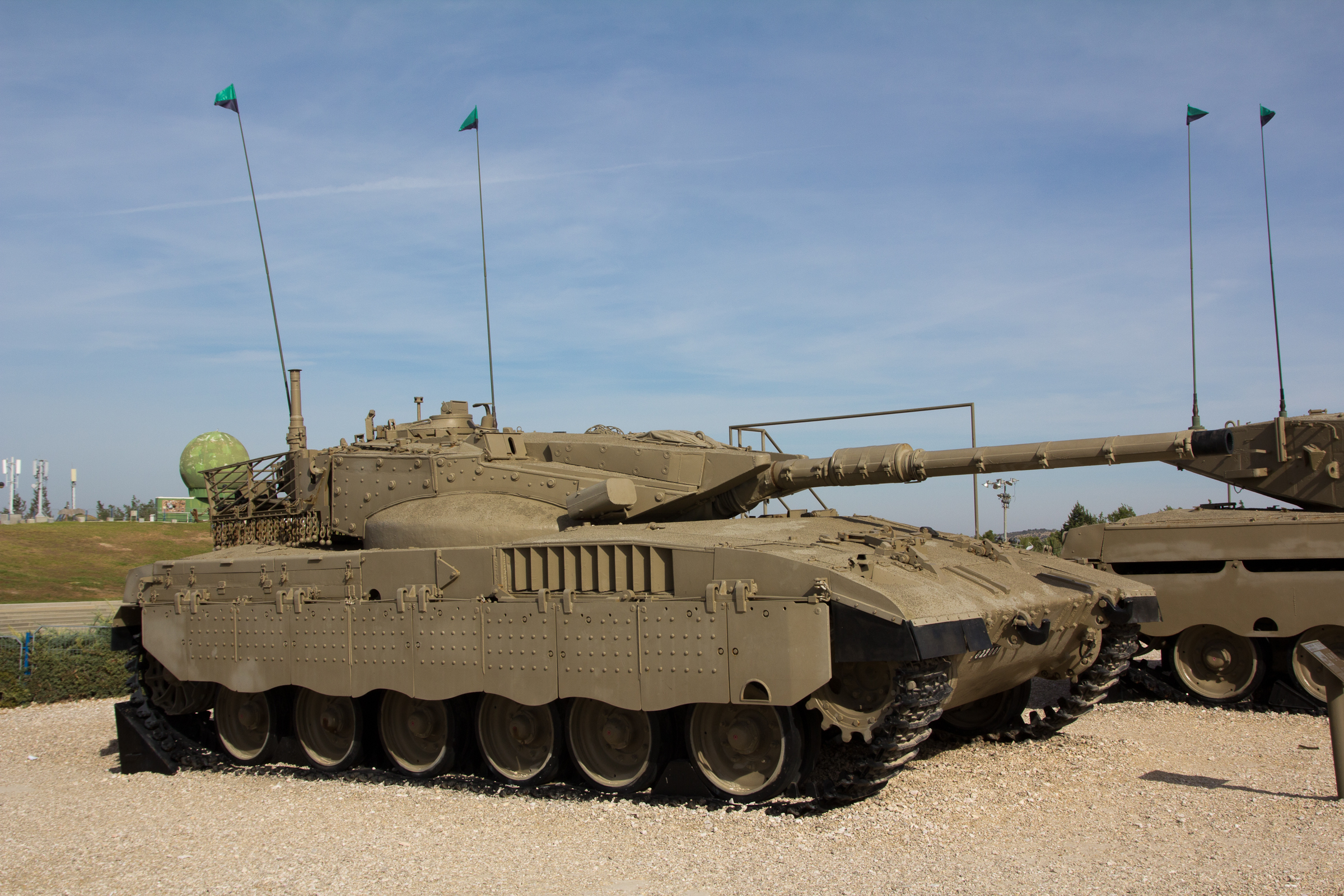
Merkava Mk II MBT en el museo Yad la-Shiryon.

El Mk.I entró en combate en la Operación Paz para la Galilea. En la batalla de Sultan Yakoub los Merkava se enfrentaron con la versión de exportación del T-72 soviético, recién adquirido por Siria. Después de que la guerra muchos ajustes fueron solicitados. Entre ellos el mortero de 60 milímetros, instalado dentro del casco (en el Mk.I se instaló fuera). Una red de cadenas fue emplazada debajo de la parte posterior de la torre, donde un tiro bien colocado podría averiarla totalmente. El tanque fue optimizado para guerra urbana y conflictos de baja intensidad reducida, con un peso mayor y un motor más potente.
Las otras mejoras introducidas en el Mk.II fueron:
- La adaptación de un motor un poco más potente, (pasando del motor de 900 hp a uno de 1000 hp) y que era superior en resistencia al anterior, pero que seguía haciendo de éste un vehículo muy defensivo, por su baja velocidad en carretera (apenas 46 km/h). Además se instaló una nueva caja de cambios automática producida en Israel.
- Sistema de control de fuego mejorado Matador Mk.2, con telémetro láser.
- Mortero interno de 60 mm. Disparado desde el interior puede tender cortinas de humo, dispara granadas de iluminación o disparar contra posiciones donde hasta RPG o misiles antitanque. El mortero proporcionaba un poder de fuego efectivo contra objetivos fuera de la línea de visión directa y permitía además lanzar bengalas que cegaran a los dispositivos infrarrojos de visión nocturna de fabricación soviética.
- El blindaje de acero del Mk.I fue reemplazado por uno de acero reforzado con placas de material compuesto. Los informes acerca de la letalidad de los cañones soviéticos de 125 mm aconsejaron añadir planchas de blindaje extra a lo largo de la torre y los faldones fueron reemplazados por faldones articulados, más fáciles de cambiar.
- La mayoría de los tanques averiados en combate en 1982 habían sido alcanzados en la parte trasera, en la unión de la torre y la barcaza. Ahí se presentaba un blanco rectangular, y la solución en el Mk.II fue engañar a las cabezas HEAT de carga hueca para detonarlas antes de tocar el tanque. Un sistema de bolas de acero y cadenas fue instalado en la parte de la estructura que había dado problemas.
- A las dos ametralladoras de 7,62 mm. del Mk.I se añadió una tercera ametralladora de 12,7 mm, instalada sobre la base del cañón. Su puntería estaba alineada con el cañón y era de accionamiento interno. Con el tiempo se mostraría muy útil en el combate urbano, por su capacidad de penetrar muros, y en situaciones en que el empleo del cañón de 105 mm. era excesivo. Algunos Merkavas quitaron una ametralladora de 7,62 mm y adoptaron una segunda ametralladora pesada o un lanzagranadas Mk 19 .
- La experiencia en Líbano con minas y trampas explosivas aconsejaron la instalación de anclajes especiales en el frontal para instalar en el Mk.II palas aplanadoras y rodillos antiminas.[13]

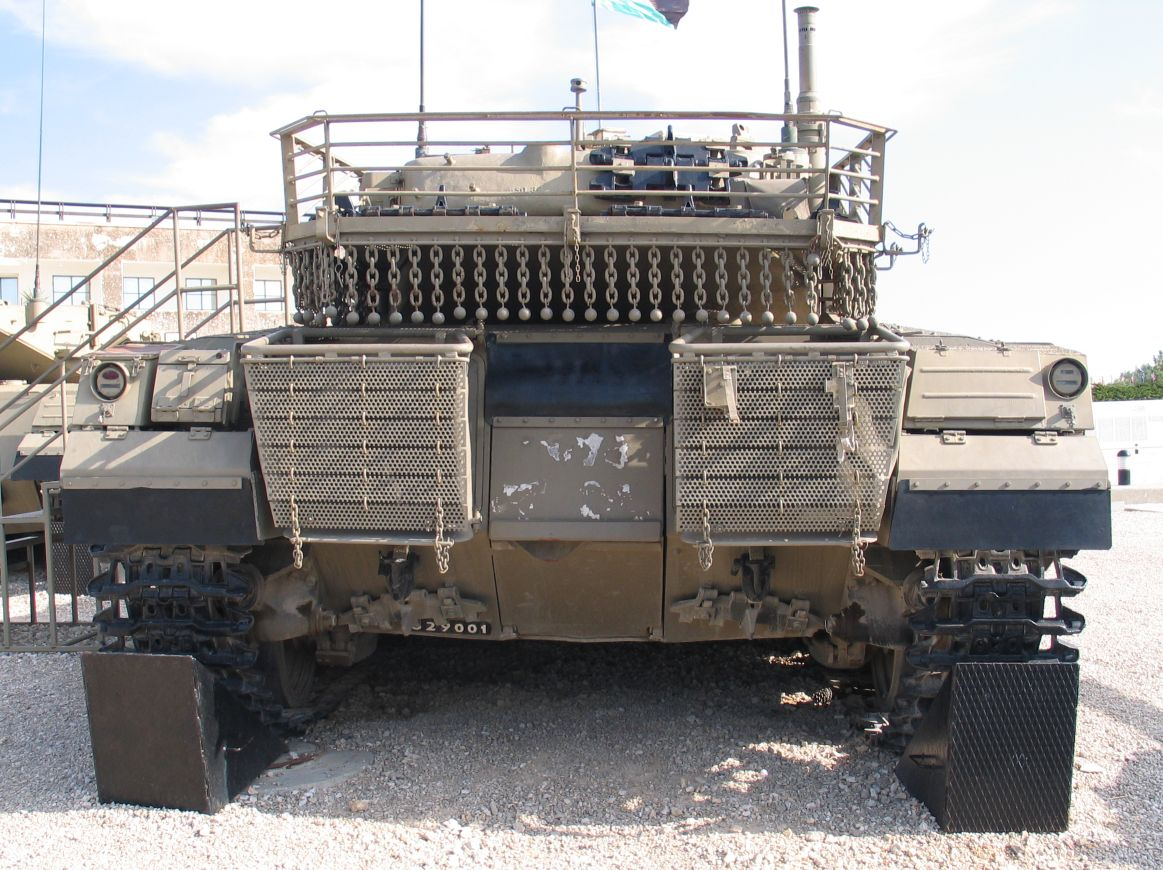
Mejoras en el blindaje trasero del Merkava Mk II.

Aunque el Mk.II no participó en la campaña de 1982 vio mucha acción en el sur del Líbano, hasta que se produjo la retirada. En el territorio que ocupaban los israelíes después de 1982 se vieron pronto envueltos en las luchas intestinas entre facciones, por lo que decidieron retirarse hasta el río Awali en septiembre de 1983. En mayo de 1985 se replegaron hasta una franja de seguridad de una decena de kilómetros al norte de la frontera. Hezbolá lanzó su campaña contra la presencia israelí en el Líbano, que duró años. Los tanques resultaron vulnerables a las emboscadas de Hezbolá en el sur del Líbano con bombas improvisadas, ataques suicidas y misiles cada vez más modernos. Eran frecuentes las emboscadas con minas acopladas a obstáculos verticales. Para batir objetivos urbanos allí donde los ángulos de depresión y elevación eran insuficientes, se instalaron lanzagranadas Mk 19. Entre junio de 1996 y octubre de 1997 Hezbolá reclamaba haber puesto fuera de combate 24 Merkavas. En octubre de 1997 Hezbolá destruyó un Merkava. Hasta entonces los Merkava se las habían visto con misiles AT-3 Sagger , pero en esta ocasión se cree que se usó por primera vez el AT-4 Spigot. 

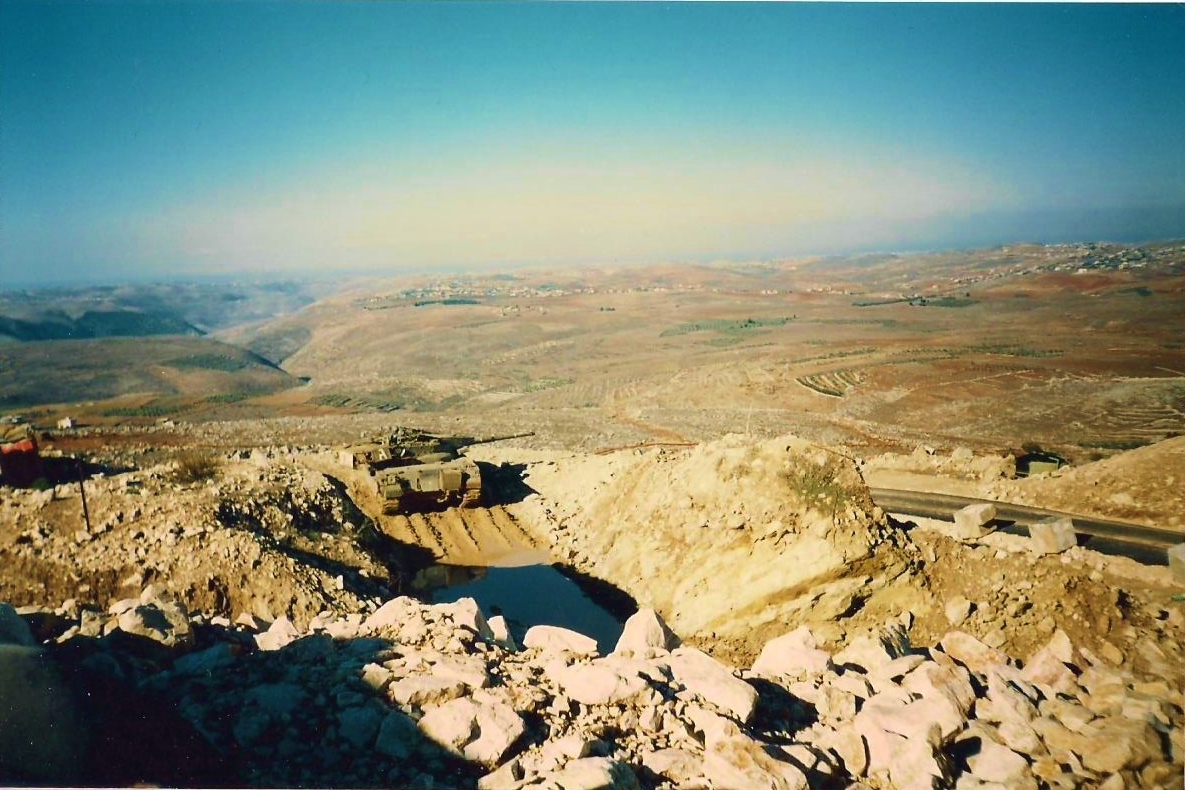
Merkava Mk II patrullando en el sur del Líbano, 1995.

Algunos Merkava Mk.II tomaron parte años después en la guerra en Líbano en 2006. Los tanques cubrían a la Infantería, apoyando la ofensiva, vigilando las casas y terreno colindantes para evitar emboscadas y rescatando a heridos y caídos en combate.
La producción de esta versión continuó hasta 1990, cuando la versión Mark III la sustituyó, siendo estos chasis reconvertidos en APC's.

### Subvariantes
Merkava 1B (Bet): Modernización de los Merkava Mk.I llevándolos al estándar Mk.II. Se les instala dirección de tiro Matador Mk.2, red de cadenas tras la torre y los nuevos faldones. El mortero se deja en el exterior y no se incluye blindaje adicional.
Merkava 2B (Bet): Remplazó al Mk.2 en la cadena de producción. Se incorpora mejoras como la cámara térmica para la dirección de tiro y planchas de blindaje adicional en el techo de la torre.
Merkava 2D (Dor Dalet): Merkava 2B al que se añadió blindaje de cuarta generación en los laterales de la torre y en la barcaza.

## Merkava Mark III
En la década de 1980 el Merkava había quedado un poco desfasado con respecto a los tanques más modernos. Los sirios, iraquíes e iraníes contaban con cientos de T-72 , los jordanos con el Chieftain modernizado, los saudíes con el AMX-30 y el  M60, Emiratos Árabes con algunos OF-40 italianos. El ejército egipcio tenía miles de T-62 y  M60, y EE. UU. le iba a vender el M1 Abrams. Israel buscaba por todo ello actualizar el Merkava para que siguiera estando en vanguardia. Además los nuevos tanques T-80/T-90 y mejoras del T-72 era cuestión de pocos años que llegaran a la región. Una de las mejoras que se buscaron durante años fue un cañón más potente en respuesta a las mejoras en el blindaje de los tanques soviéticos.
El Mk.III se fabricó entre diciembre de 1989 y el año 2002. Un total de 780 tanques Mk.III fueron entregados.

### Armamento
El IMI MG251 es la versión local del cañón americano M256, que a su vez es una versión bajo licencia del cañón alemán  Rheinmetall L44 de 120 mm. En Israel las funciones y diseño del cañón fueron mejoradas por IMI, que trabajo en ello desde 1983 hasta 1988. Al igual que en EE. UU. el diseño es bastante similar al del las variantes del Rheinmetall L44, pero sus sistemas de retroceso y de eyección son diferentes para así tener unas dimensiones más adaptables a modelos de tanques en servicio con las fuerzas israelíes. Se logró no exceder las dimensiones de los bloques existentes de los cañones como el M68 de calibre 105 mm estriado, con el que se equipó inicialmente al Merkava Mk. I y al Mk.II, así como para poder ser instalado en las posibles actualizaciones de los tanques M60 estadounidenses. Entre las modificaciones realizadas por IMI está la presión superior al cañón L-44/M256, proveyendo de un tiro más tenso. 
En el Merkava III se reemplaza el cañón M68 de 105 mm por el  MG251, un arma de fabricación nacional basada en el Rheinmetall L44 de 120 mm alemán. El Merkava no emplea proyectiles de uranio, con los que sí están equipados los tanques  M1, pero puede para disparar misiles antitanque  LAHAT a través de su cañón principal.

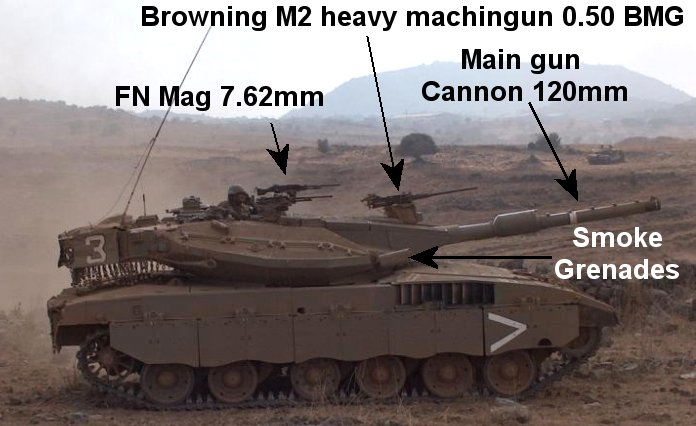
Armamento del Merkava Mk III.

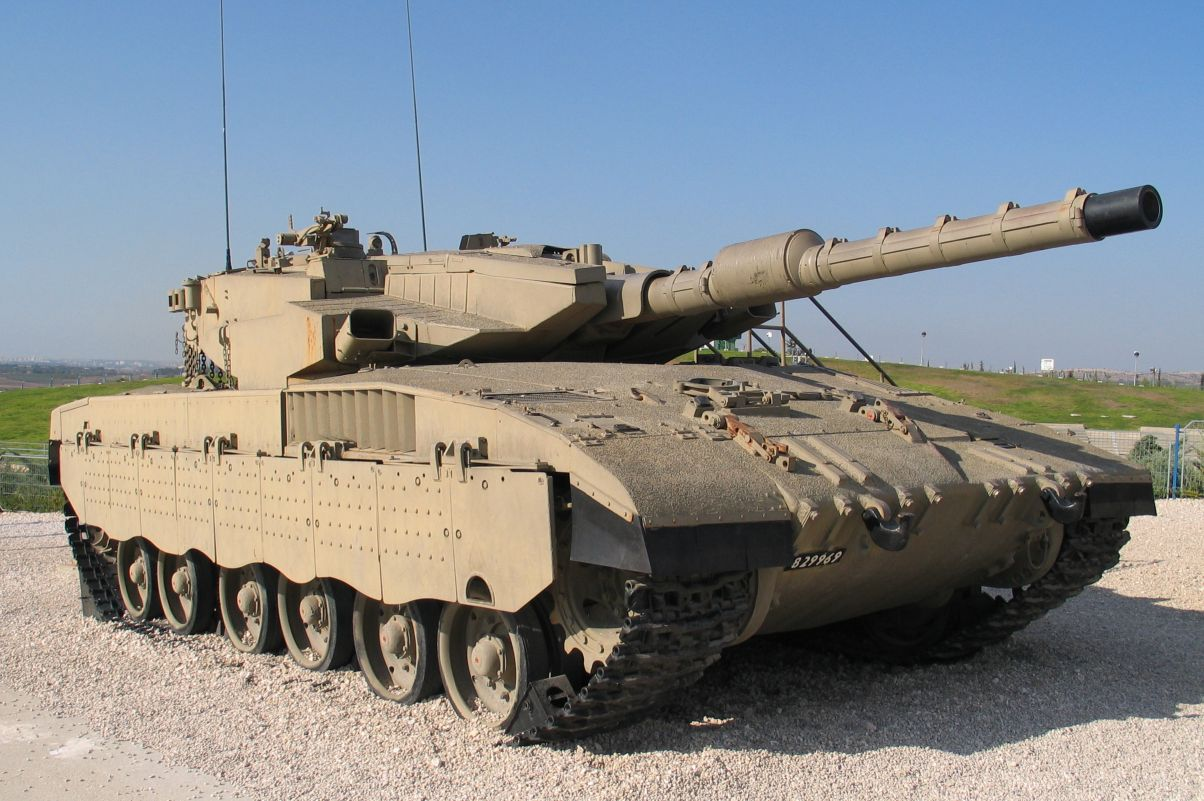
Merkava Mk III MBT en el museo Yad la-Shiryon.

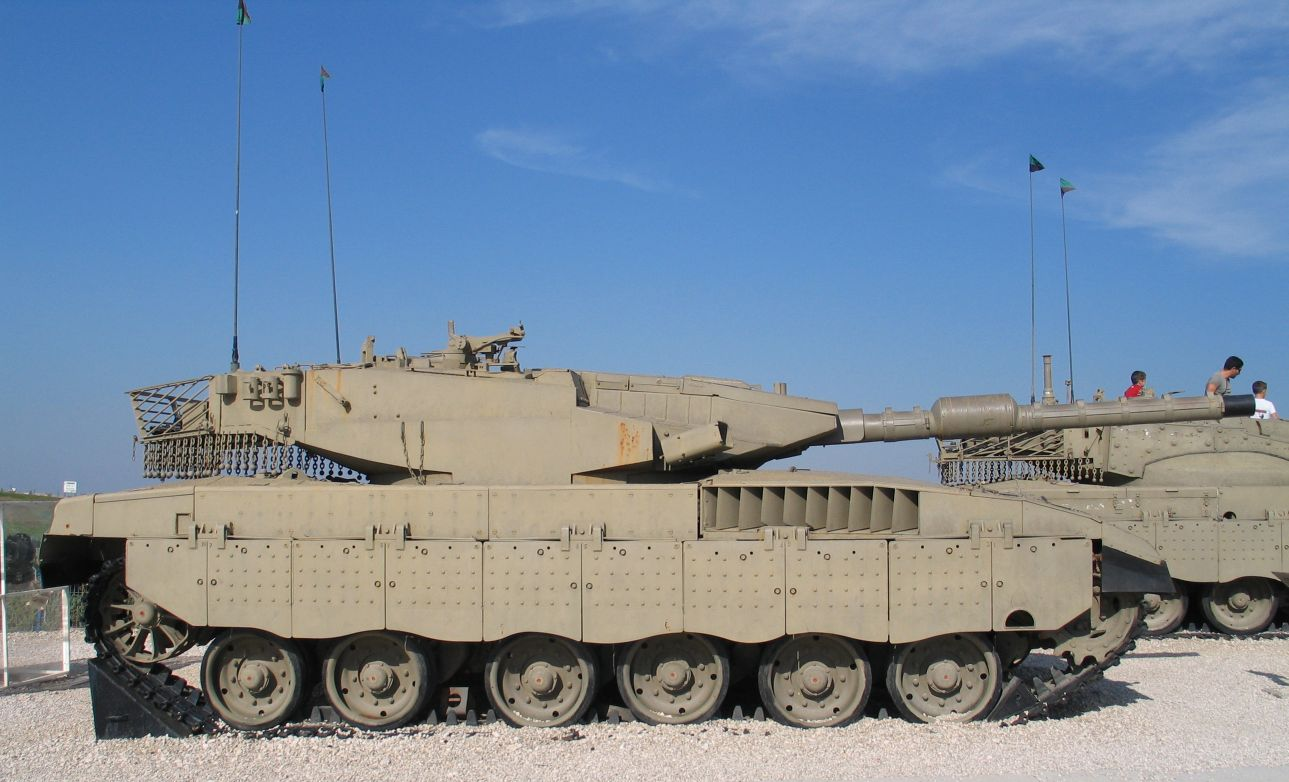
Merkava Mk III MBT en el museo Yad la-Shiryon.

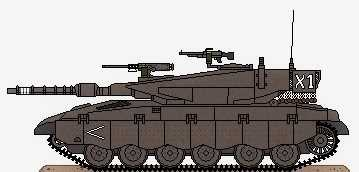
Perfil del Merkava Mk III.

El almacenamiento de la municiones de 120 mm era un problema; proyectiles mayores y de más volatilidad. Se cambió por ello el sistema de almacenamiento a uno de recipientes ignífugos individuales para evitar la detonación en cadena y dar protección extra en caso de penetración. Los proyectiles se distribuyen 20 a cada lado de la puerta trasera, almacenadas horizontalmente y a lo largo. Para empleo inmediato 5 van en un carrusel giratorio a los pies del cargador y otros 5 más se almacenan en pie frente a la pared que da al motor. Más tarde se instaló en el Mk.IV un cargador semiautomático, consiste en un cargador eléctrico con 10 proyectiles listos para utilizar más otros 48 proyectiles almacenados. Una vez realizados los 10 disparos automáticos, el cañón debe ser recargado a mano.
Además el Mk.III incorporó un nuevo sistema de control de tiro, con telémetro láser, ordenador de control de tiro y sistema de visión todo tiempo para el jefe y el tirador. La computadora balística y el sistema de estabilización del cañón permitían disparar en movimiento, incluso a altas velocidades.

### Protección
Se realiza por primera vez el uso de un blindaje de multicapas, conocido como BLAZER, y de paso se termina con dos de sus defectos más constantes: velocidad y protección en el giro de la torreta.
El Merkava Mk.III tiene una estructura interna de acero y, superpuesta a la interna, otra modular en placas. Estas placas están atornilladas, lo que permite el reemplazar rápidamente las placas dañadas por impactos. El requerimiento del ejército era que un tanque pueda volver al combate en menos de 6 horas. El sistema modular de placas también permite que los avances en blindaje puedan ser adaptados fácilmente. El blindaje no es reactivo, este tipo de blindaje solo se emplea en placas en el techo. Los faldones también emplean el mismo principio de placas. La torre del Mk.III fue rediseñada para tener ángulos más suaves y un sistema eléctrico de movimiento, en lugar de hidráulico.
Con la caída del Telón de acero se recibieron tanques T-72 de Alemania para analizarlos. Eran tanques modernos, operados por el disuelto ejército de la RDA. Los resultados, así como el acceso a información acerca de las últimas versiones del T-72/T-80/T-90, aconsejaron la introducción de mejoras en el blindaje.
La protección del Mk.III incluyó un sistema electromagnético de alerta que avisa cuando un sistema de guía láser ilumina el tanque. También se instaló un filtro de aire central y aire acondicionado.

### Movilidad
Se pasa de un motor de 1000 hp a uno de 1200 hp. Con respecto al Merkava II, tiene actualizaciones de la transmisión, sistema eléctrico y sistemas electrónicos. El nuevo cañón y nuevo motor diésel incrementaron el peso total a 65 toneladas (143.000 lb), pero se incrementó la velocidad máxima a 60 km/h.
La mejora en movilidad vino impuesta por el cambio en la doctrina militar israelí. Ahora se contemplaba una guerra lejos de Israel y sus fronteras. El Merkava debía poder moverse rápido por terrenos desiertos o llanuras con poca vegetación.

### Prestaciones e historial
El Merkava Mk. III BAZ posee buena movilidad, con un motor de 1.200 caballos y está armado con un cañón de 120 mm. además de tres ametralladoras. Está dotado de un potente blindaje y en puede ir equipado con un sistema antiminas tipo Nochri Dalet. El blindaje es un novedoso sistema de blindaje modular, consistente en una estructura interna y un caparazón externo modular formado por planchas que van atornilladas a la estructura de la torre y del casco. Estas pueden extraerse y ser sustituidas para reparación y mantenimiento. Lo más importante y práctico es que el caparazón externo puede ser cambiado por otro con los últimos desarrollos sin más complicaciones. Las planchas modulares de blindaje del Mk.III son del tipo pasivo y no activo. También dispone de un sistema de mando y control digital del campo de batalla que proporciona y establece una rápida comunicación del comandante con las unidades subordinadas, navegación GPS e intercambio rápido de información sobre de las condiciones del campo de batalla. Cuenta también con un grabador de operación y otro de imágenes (blancos, etc.) que puedan recoger cualquiera de los sensores permitiendo su divulgación o transmisión dentro del sistema integrado permitiendo a los comandantes de tanques tener información global en tiempo real del campo de batalla. Se cree que se instaló algún tipo de sistema IFF terrestre para la identificación propia y la de posibles blancos como amigo o enemigo.
Turquía se interesó en su momento en comprar el Merkava Mk.III, pero ante la posibilidad de que el blindaje fuera conocido por países extranjeros Israel se negó y propuso ayudar para modificar los  M48 y  M60 turcos a los niveles  Sabra 6 y 7. En los últimos años el Merkava Mk.III sí está siendo ofrecido para la exportación. El ejército georgiano y el colombiano se interesaron en comprar Merkavas Mk.III.
En febrero de 2002 un autobús fue atacado por terroristas y cuando un Merkava acudía al rescate, una carga escondida fue hecha estallar destruyendo el tanque. Se estima que la carga era de unos 100 kg. Poco más tarde fue destruido otro Merkava y dañado un tercero, con un saldo de 7 muertos. 
En 2006 Israel envió sus tanques Merkava a Líbano en persecución de miembros de Hezbolá que habían secuestrado a dos soldados israelíes. Durante esta persecución un tanque Merkava fue emboscado con una bomba muy potente, aproximadamente de 200 o 300 kilos explosivos, cerca de la valla de la frontera. El tanque quedó prácticamente destrozado. Otros Merkava se adentraron en la red de minas antitanque de Hezbolá y resultaron destruidos o dañados. En días posteriores Israel lanzó una rápida incursión de blindados en los territorios montañosos y boscosos del Sur del Líbano para tratar de derrotar a las guerrillas de Hezbolá. Equipos especiales de cazadores de tanques Hezbolá, compuestos por tres hombres, destruyeron varios Merkava israelíes con misiles antitanques. Contra los Merkava se dispararon misiles de todas clases y nacionalidades: MILAN, Metis-M, AT-3 Sagger , AT-4 Spigot,  AT-14 Kornet,  TOW-2 y RPG de todos los modelos. Según Israel solo 5 Merkava fueron destruidos en Líbano en 2006, dos Mk.2 y dos Mk.4 destruidos por bombas o minas y un Mk.3 alcanzado por un misil. El resto de Merkavas alcanzados fueron reparados.

### Subvariantes
Merkava 3B (Bet): Mejora del Mk.III con blindaje adicional en el techo de la torre.
Merkava 3B BAZ (Barak Zoher): Mejora introducida en 1995 con nuevo sistema de control de tiro Knight MK III, que permite el seguimiento automático de blancos.
Merkava 3B BAZ Dor Dalet: BAZ con placas de blindaje de cuarta generación en los laterales de la torre y frontal de la barcaza. Denominado también Merkava 3D.

### Variantes
- Obús autopropulsado Sholef

## Merkava Mark IV
Esta es la más reciente versión, con la que se reemplazó a los Magach (M60 Patton) y a los  Centurión. De nuevo era necesaria una modernización, ante la compra de tanques modernos por los ejércitos árabes. Por ejemplo Irak, Egipto y Arabia Saudita cuentan con M1 Abrams, aunque con blindaje degradado.
En 1999 se empezó a trabajar en un Merkava totalmente nuevo, ya que en un principio el equipo de diseño del Merkava lo había propuesto como un concepto proyectivo, puesto que siempre se hablaba con las tripulaciones para realizar así mejoras acorde a las necesidades de las FDI y pasó a ser un vehículo totalmente diseñado por ingenieros, acabando así con su ideal original.
- Su blindaje de chapas de BLAZER, similar al del anterior carro Mk.IIID. Con el tiempo se introduciría blindaje inferior mejorado, ante el creciente uso de minas y trampas explosivas.
- Se instaló su motor (provisto por la división de motores para la defensa de General Dynamics), de 1.500 HP.
- Cuenta con una nueva versión del  cañón  M251, el  MG253, que permite el disparo de misiles LAHAT y otra munición de última generación. Los misiles le permiten al Merkava alcanzar tanques y helicópteros que están fuera del alcance del cañón de 120 mm. El misil Lahat tiene guía semiactiva por láser, con un alcance de 8.000 metros y puede perforar 800 mm de acero. El sistema de control de fuego Knight Mk.IV  va asociado al nuevo cañón.
- Para protección se incluyen sistemas que reducen la firma infrarroja. Después de la experiencia de Líbano se incorporó también el sistema Trophy.

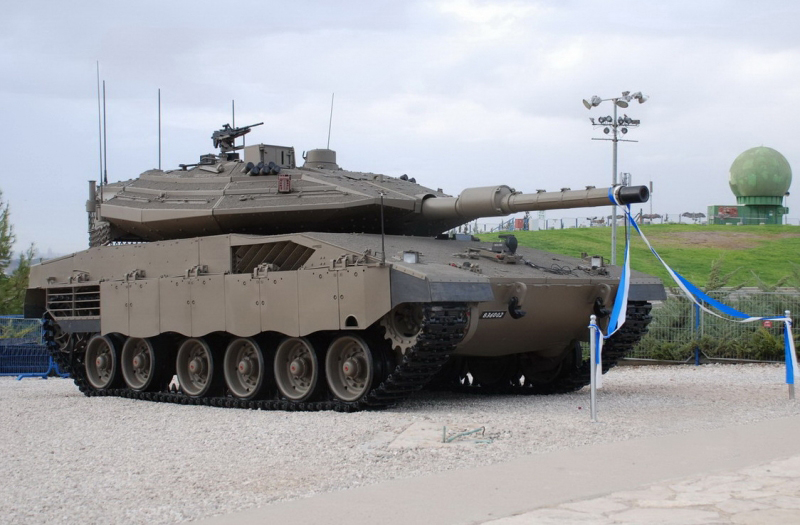
Merkava Mk IV.

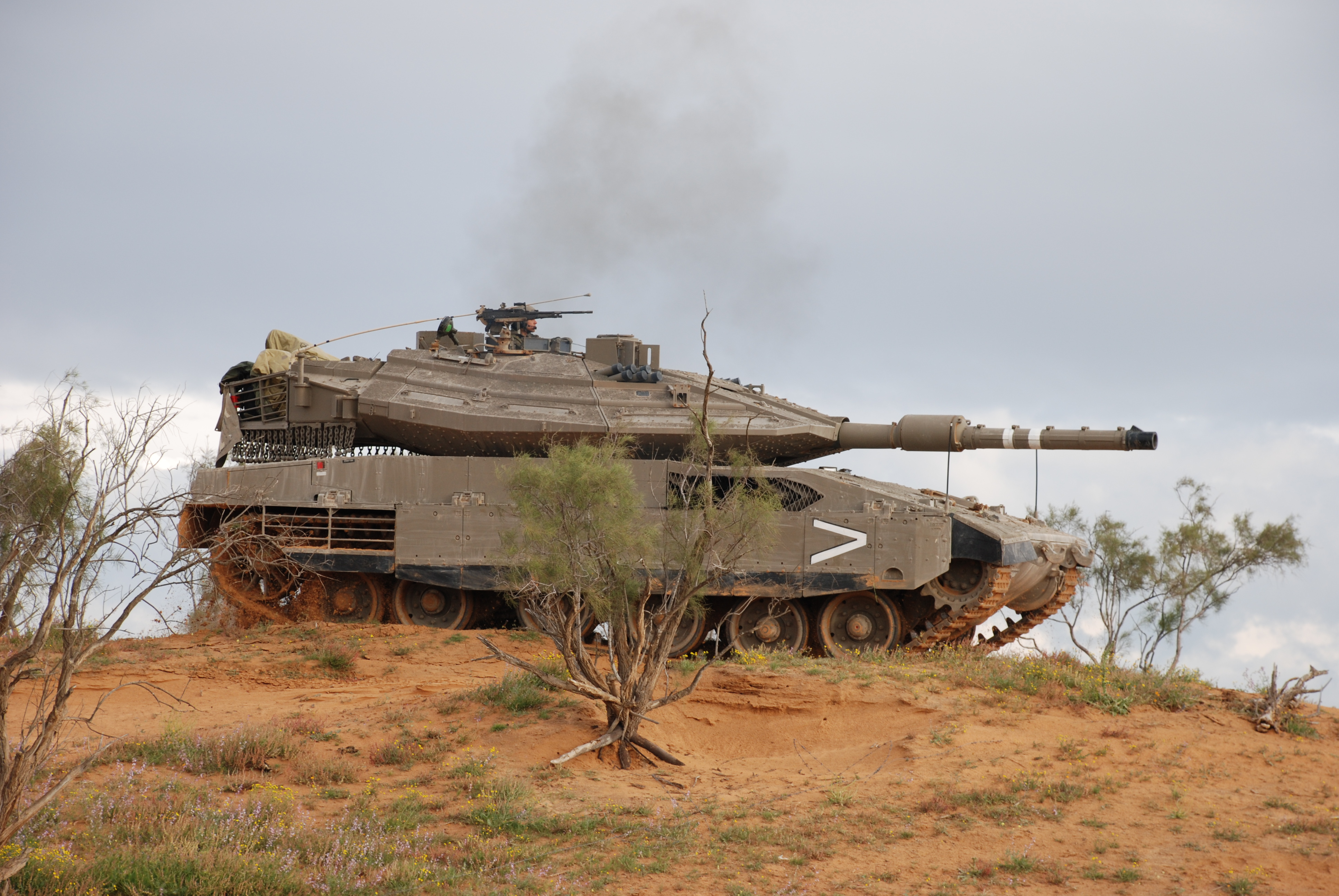
Merkava Mk IV.

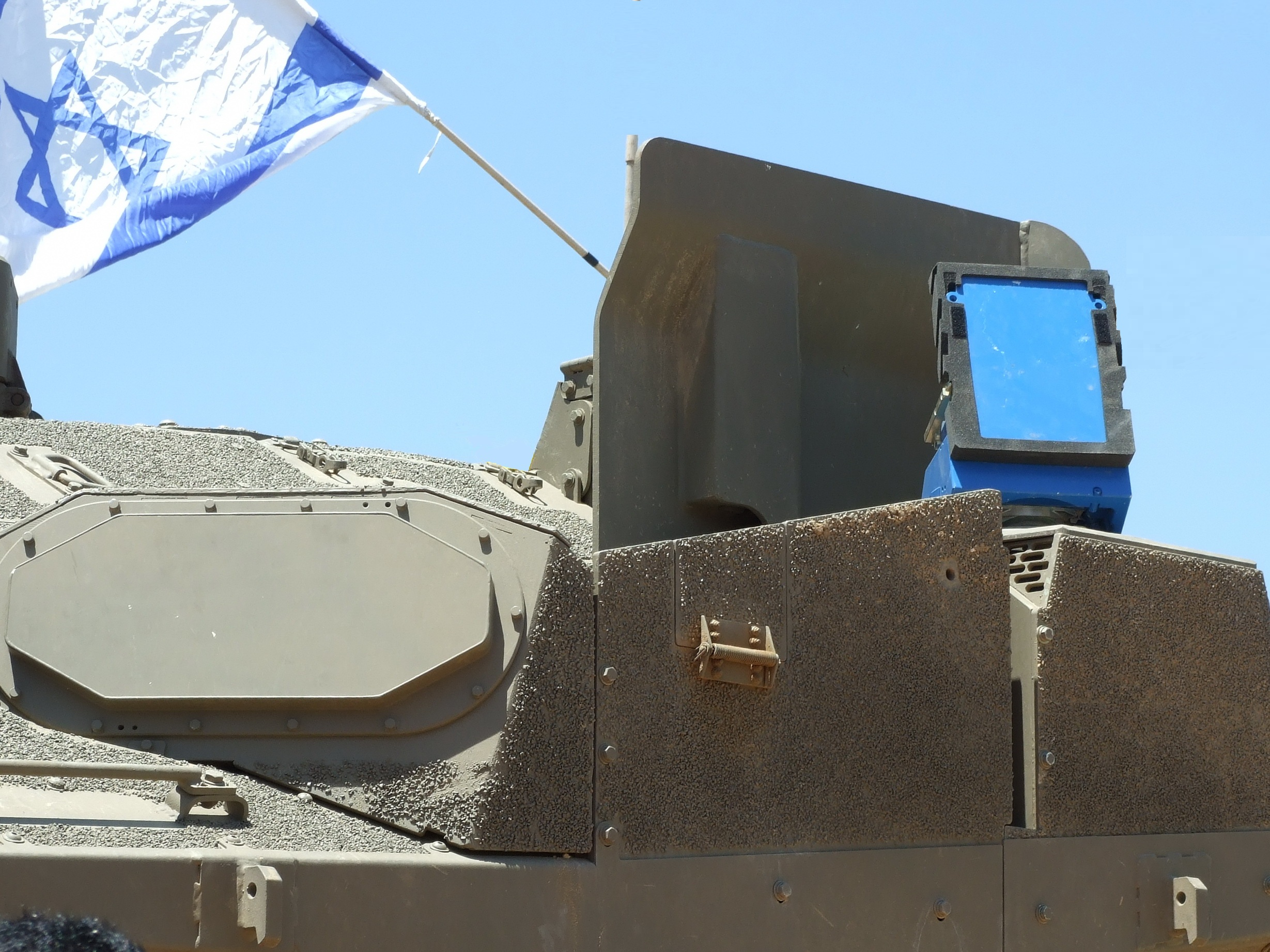
El lanzador trophy en azul sobre un tanque Merkava Mark 4.

Los israelíes llegaron a la conclusión de que sólo una defensa activa sería efectiva para defender a los tanques de los misiles. El sistema de defensa detectaría el misil que se aproxima y lo destruiría a una distancia segura. Después de varios años de investigación el sistema estuvo listo en 2005. Pero muy costoso y no se instaló en el Merkava.
La guerra de 2006 cambiaría la percepción árabe del Merkava como tanque invencible. La controversia rodea la actuación del Merkava durante batalla de Saluki y otros combates en la Guerra de 2006 en Líbano. Israel desplegó dos brigadas acorazadas, aunque los combates tuvieron lugar en zonas urbanas y zonas accidentadas, ideales para emboscadas. Hezbolá empleó misiles antitanque durante el conflicto, alcanzando a 52 tanques y penetrando el blindaje en 22, matando a 23 soldados. Las penetraciones fueron causadas por los misiles con cabezas en tándem. Los Merkava se enfrentaron a RPG-29 “Vampir”, AT-5 Spandrel, AT-13 Metis-M,  AT-14 Kornet y copias iraníes del  TOW. Se reportaron más de 1000 ataques con armamento antitanque. Entre los misiles el más letal parece que fue el AT-14 Kornet, que destruyó varios Mk.II y Mk.III. De los tanques dañados 18 eran Mk.IV. Dos tanques fueron destruidos totalmente por dispositivos explosivos improvisados. En uno su blindaje inferior limitó las muertes a 1 de los 7 soldados a bordo. Los militares israelíes achacaron las perdidas a problemas ligados a la carencia del entrenamiento apropiado antes de la guerra. La guerra demostró las bondades del diseño, un Merkava sufrió siete impactos de misiles que causaron daños sin lograr penetrar de la coraza, ni heridas graves a ninguno de sus tripulantes. El 93% de los tripulantes de tanques alcanzados por armas antitanque sobrevivieron. En los Mk.IV alcanzados no hubo ningún muerto, una tasa de supervivencia del 100%. Además de mostrar su capacidad de encaje los Merkava demostraron su utilidad para la evacuación de heridos en zonas de combate, salvando la vida de muchos soldados.
Antes de la guerra de 2006 los israelíes creían que las amenazas directas eran Hezbolá y Hamás. Dado que presentarían combate en zonas urbanas el rol de los tanques iría bajando en importancia, siendo el protagonista pequeñas unidades de infantería especialmente adiestradas, respaldadas por artillería y apoyo aéreo. Por ello se redujo la cantidad prevista de Merkava Mk.IV que se iba a comprar. Tras la guerra el programa de construcción de Merkavas se relanzó, así como el de transportes acorazados Namer y Namera. La doctrina israelí de lucha urbana contempla el uso de Merkavas brindando apoyo de fuego a la infantería y transportes acorazados de la familia Merkava transportando tropas y evacuando heridos.
Después de guerra de 2006 en Líbano el papel del Merkava ha sido discutido por algunos analistas que creen que el Merkava es demasiado vulnerable a los misiles. Todos los Mk. IV, excepto 5 tanques, dañados durante la guerra fueron reparados y volvieron a servicio. El Merkava, ha agregado finalmente Sistemas de protección activos, así como entrenamiento común creciente entre los equipos blindados y soldados para hacer frente a los equipos antitanque.
Algún Merkava se ha dotado con paramédicos para ejercer de ambulancia, pero reteniendo su armamento. El área de cabina se ha convertido para llevar a personal herido y asistirlos con equipos médicos bajo condiciones de combate. El “tankbulance” no es una ambulancia desarmada y no es protegido por Convenciones de Ginebra, pero es menos vulnerable al fuego accidental o deliberado que una ambulancia. Se cree que un tanque de esta versión se ha asignado a cada batallón.
Otras modificaciones han llevado al Merkava LIC (Low-Intensity Conflict). Consiste en un kit con mejoras para la lucha urbana que incluye ametralladora de 12,7 mm operada remotamente desde el interior. También sistemas de visión, escapes y trampillas protegidas por rejillas de metal. Por último cámara de visión trasera para dar visión panorámica en 360° tanto de día como de noche.

### Merkava Mark IVm Windbreaker
El Merkava Mark IVm Windbreaker es un Merkava Mark IV equipado con el sistema de protección activa Trophy, designado "Meil Ruach" (en hebreo: מעיל רוח; "Windbreaker" o "Wind Coat"). La producción en serie de los tanques Mark IVm comenzó en 2009 y la primera brigada completa de Mark IVm fue declarada operativa en 2011. El sistema de protección activa Trophy interceptó con éxito granadas propulsadas por cohete y Misiles antitanque, incluidos los 9M133 Kornet, disparados por Hamás antes y durante el Conflicto entre la Franja de Gaza e Israel de 2014.

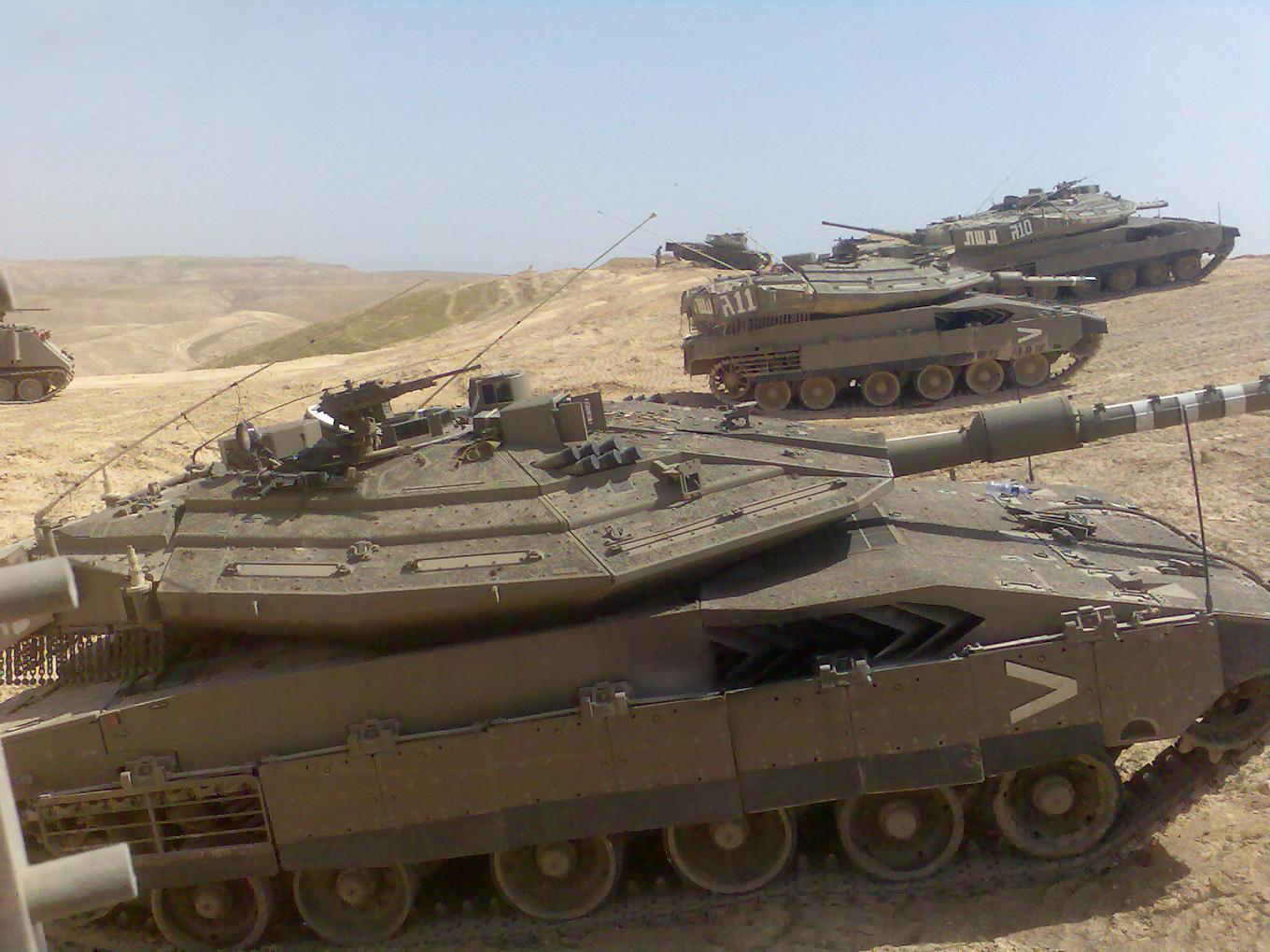
Merkava Mk IV en maniobras.

### Merkava Mark IV Barak
Israel trabajó en una versión del Merkava Mk.IV que entró en servicio en servicio en 2023. Está equipado con sistemas avanzados para ofrecer mayor protección para la tripulación y mayor eficacia en el combate. Se le llamará Merkava Mark IV Barak y se espera que sea más letal, más rápido y más seguro. Contará con un ordenador que integrará las distintas tareas del tanque, recibirá información de la red operativa y los sistemas internos, analizando la información y transmitiéndola. El ordenador reducirá la carga de trabajo de la tripulación, apuntará a los objetivos y mejorará las posibilidades de acertar. También tendrá el casco de Visión de Hierro, que permitirá maniobrar mejor en zonas urbanas facilitando una visión de 360 grados del entorno. Contará con el sistema antimisiles Trophy mejorado y con mayor automatización de procesamiento. También se introducirán mejoras logísticas que permitirán al tanque llevar a cabo misiones hasta un 30% más largas que las actuales. El entrenamiento se mejorará a través de simulación de realidad virtual, que permitirá ser parte de ejercicios reales cuando se desee.

### Variantes
- Namera VCI

## Variantes

### IMI Sholef
El obús autopropulsado Sholef es una pieza de artillería de calibre 155 mm/52 cal. de longitud; de avanzadas característica, montada sobre el chasis de un Merkava Mk. 3 y que usa algunos componentes de uso común como en piezas M109 y M110. No se sabe si hay unidades en operación con las IDF; se construyeron tan solo cuatro prototipos, dos de ellos totalmente funcionales y que terminaron en exhibiciones.

### Namer y Namera
Los israelíes han desarrollado toda una familia de vehículos VCI sobre carros de combate retirados. A los tanques se les han desmontado la torreta y la barcaza ha sido modificada para transportar infantería o paracaidistas. 
La mayoría de vehículos modificados inicialmente se obtuvieron a partir de carros T-54/55 capturados en las diferentes guerras. Otros provenían de las FDI (Fuerzas de Defensa de Israel) cuando eran dados de baja, como en el caso de los carros Centurión, posteriormente se empezaron a utilizar para este fin los primeros carros Merkava, siendo el más moderno de esta larga familia el denominado Namer que se derivó inicialmente del casco usado en el Merkava Mk.1, ya que el que se utiliza para transportar a la Infantería del Tzahal (es como se denomina en hebreo a la fuerza terrestre de la FDI) al área de combate con la misma seguridad con la que cuentan los carristas, está totalmente basado en el Merkava Mk.4; a petición del alto mando israelí.
El Namer (Leopardo en hebreo y al también contracción de "NAgmash" y "MER de Merkava") es un vehículo de combate de infantería pesado basado en el tanque Merkava Mk.I y Mk.II. Entró en servicio durante un breve periodo hasta ser retirado de servicio activo al ser sustituido por el Namera. Este está construido sobre la base del chasis del carro de combate Merkava Mk. IV. Este vehículo es un transporte de tropas, que puede llevar una docena de soldados, incluidos los tres de dotación (comandante, conductor y artillero). Su armamento principal es la torreta a control remoto Samson RCWS (Remote Controlled Weapon Station) de Rafael Advanced Defense Systems, cuyo nombre en Israel es Katlanit (letal), y que va armada con una ametralladora M2 de 12,7 mm o un lanzagranadas automático Mk-19. También va equipado con una ametralladora MAG de 7,62 mm de uso manual, situada en la escotilla izquierda. Su altísimo grado de protección lo sitúa como uno de los mejores AFV sobre la tierra.

### Ofek
El Ofek es un vehículo de mando realizado sobre la base del Merkava Mk.II.

## Fin y retoma del programa Merkava
Históricamente, el estado de Israel ha tenido como amenazas el terrorismo y los ejércitos regulares. Antes de la guerra del Yom Kippur, la amenaza más grave provenía de los ejércitos sirios y egipcios. Debido a esto, se estableció una fuerza terrestre grande, bien equipada, organizada al estilo suizo y fuertemente armada, como medida disuasoria.
En las últimas décadas se ha producido grandes cambios globales en la peligrosidad e inminencia de estas amenazas: el estancamiento político de ciertas naciones antes enemigas y las alianzas con algunos de los países vecinos, los acuerdos de paz y deterioro de la situación política y social tanto en Irak como en Siria; mas no en Irán su gran temor, han disminuido en parte, mas no totalmente; la amenaza de los grupos armados persiste, así como la posibilidad de que el enfrentamiento político-económico con Irán derive en un conflicto armado.
Después de la Guerra del Líbano de 2006, los analistas sugirieron que los Merkava son demasiado vulnerables a los nuevos misiles antitanque, como el RPG-29, el 9K115-2 Metis-M o el 9M133 Kornet que en sus tipos de portátiles pueden ser empleados por las tropas enemigas en las tácticas de guerra de guerrillas, lo que ha llevado al Ministerio de defensa israelí a anunciar en una sesión informativa a los proveedores pedidos de componentes para los subsistemas del Merkava, que el programa está llegando a su fin, anulando pedidos sin haber emitido nuevas órdenes.
Si se da por finalizado el programa no será posible iniciarlo de nuevo, perdiendo el Know-how, infraestructuras y personal. De acuerdo con la Asociación de fabricantes de Israel, en el programa Merkava participan 200 empresas, dando empleo a 10 000 personas.
Debido a la crisis económica de 2008-2012, el Ministerio de defensa de Israel ha sufrido un recorte del 50% en su presupuesto y ha recomendado por ello dar por terminada la financiación en los proyectos Merkava y Namera al cambiar la situación de las amenazas a su seguridad nacional, pero recientemente, el gobierno israelí, ante la posibilidad de un colapso en su industria militar, ha revitalizado el programa, en vez de cancelarlo, al asignar una muy considerable partida presupuestaria, de cerca de US$ 1000 millones para que las plantas involucradas en su producción y/o mantenimiento sigan funcionando.

## Usuarios

### Usuarios actuales
- Israel

Fuerzas de Defensa de Israel
- Merkava Mk. 1: 220 unidades, dadas de baja y/o reconvertidas.
- Merkava Mk. 2: 1000 unidades.
- Merkava Mk. 3: 1000 unidades.
- Merkava Mk. 4: 360, una segunda fase de 300 supuestamente anulada ahora en proceso de construcción.

Hacia finales de los años 90, con todas las versiones del Merkava en activo Israel operaba 1600 tanques Mark I, II y III. Estos se complementaban con cientos de tanques M-60 Magach. Cuando comenzó la producción del Mark IV, se decidió modificar parte de la flota de Mark I y II como vehículos de transporte de personal. Habiendo fabricado 360 Merkava IV se consolidó una flota junto con los Merkava III de unos 1.140 tanques. Este número es muy inferior a las cantidades de los años 80 y menor en comparación con la que tienen en la actualidad sus vecinos o enemigos potenciales (Egipto, Palestina, Jordania, Siria o Irán). Ante el exceso de costes Israel ha optado por calidad y entrenamiento frente a cantidad.

### Frustrados
- Colombia

Según el portal web "IsraelDefense", se ha planteado la posibilidad de vender entre 25 a 40 carros modernizados del modelo Mk. III o Mk. IV, insinuación hecha tras la visita del ministro de defensa israelí Ehud Barak a la nación sudamericana en mayo del 2012. pero no se llegó a ningún acuerdo.
- Singapur

Según algunas fuentes Singapur encargó a Israel 50 Merkava Mk.IV. Singapur es un viejo aliado con estrechos lazos de cooperación militar, por lo cual hubiera sido uno de los pocos candidatos a poder comprar el tanque. Singapur negó la veracidad de la noticia, declarando que estaba totalmente centrado en el programa Leopard 2SG.
La exportación de armas se volvió muy importante para Israel en la década de 1980-90. Por un lado daba trabajo a mucha gente, suponía un ingreso de divisas considerable, permitía establecer lazos diplomáticos y por último ayudaba a obtener economías de escala que reducían el dinero que el ejército israelí debía pagar por esos equipos. Durante años se habló que debido a las relaciones especiales con Israel y a la dificultad de acceder al mercado internacional el Merkava podía en cualquier momento ser vendido a dos países con los que Israel mantenía estrechos lazos. 
- Sudáfrica

El embargo durante el apartheid hacía difícil a Sudáfrica dotarse con equipos modernos. Israel y Sudáfrica establecieron estrechas relaciones en aquellos años, volviéndose Sudáfrica un buen cliente de los fabricantes de armas israelíes. Por ello hubo rumores acerca de la compra de tanques Merkava, incluso Simon Peres llegó a ofrecer el tanque. Sin embargo el Merkava creaba más problemas que soluciones a los surafricanos. Las enormes distancias, la dificultad de la infraestructura para manejar un tanque pesado, el enfoque ofensivo de las operaciones militares surafricanas y el apoyo israelí en modernizar los tanques  Centurión sudafricanos hicieron que el Merkava fuera descartado como opción real.
- República de China: Dado que el Merkava se había diseñado para afrontar desde posiciones defensiva un ataque de un enemigo con un número mayor de tanques (de fabricación soviética) teóricamente encajaba como un guante al caso de Taiwán. Israel mantenía estrechas relaciones con Taiwán, que era un buen cliente de armas avanzadas y estuvo a punto de comprar aviones Kfir. Con el tiempo Israel empezó a vender armas y tecnología militar a China, con los cual Taiwán empezó a distanciarse y la venta de tanques se volvió imposible. Comprar tanques a EE. UU. estrechar la alianza que protege a Taiwán y manda un mensaje a China, algo que el Merkava no puede ofrecer.[47][48][49][50][51][52]

### Desarrollos relacionados
- Namera
- Sholef

### Vehículos similares
- Leopard 2A7+
- / Leopardo 2E
- AMX-56 Leclerc
- Tipo 98G
- TAM 2C
- M1 Abrams A2
- P'ookpong Ho (M-2002)
- K1
- K2 Black Panther
- C1 Ariete
- Arjun
- / T-90 "Bhishma"
- Zulfiqar 3
- /// Al-Hussein
- Tipo 90
  Tipo 10
- / Al-Khalid
/  Al-Zarrar
- PT-91Z
- TR-125
- Challenger 2 LIP
- T-80UM2
 T-90AM
- M-84AS (M-2001)
- M-95 Degman
- / Stridsvagn 122
- MİTÜP Altay
- T-84 Oplot-M
- // T-80UM2

### Listas relacionadas
- Anexo:Tanques de combate principal por generación

### En español
- Estudio del Merkava (Europa1939.com).
- Merkava
- El arma acorazada israelí. El tanque Merkava
- Carro de combate Merkava Mk I
- MBTs: Merkava, la carroza israelí

### En inglés
- Israeli-Weapons.com (Información e imágenes)
- Historia y variantes del Merkava (Página del ejército de Israel).
- Merkava Mk 3 LIC, Merkava Mk 4 (Defense Update)
- Merkava Mk 1,2,3,4 (War Online)
- Merkava Mk 1,2,3 (Voodoo.cz)
- Merkava Mk 3 Baz Archivado el 23 de junio de 2008 en Wayback Machine., Merkava Mk 4 Archivado el 3 de abril de 2007 en Wayback Machine. (Army-technology)
- Merkava Mk1, Merkava Mk2, Merkava Mk3, Merkava Mk4 (Army-guide.com)
- Análisis del Merkava (ACPR)
- Evolución continuada del Merkava (Defense Update)
- Informe sobre el Merkava en la Guerra del Líbano de 2006

- Datos: Q190986
- Multimedia: Merkava tanks / Q190986